# Zdzisław Czeszejko-Sochacki
Zdzisław Czeszejko-Sochacki (ur. 10 kwietnia 1927 w Rokitnie na Wołyniu, zm. 24 maja 2002 w Warszawie) – profesor zwyczajny dr hab. nauk prawnych, specjalista w dziedzinie prawa konstytucyjnego, adwokat (1953–1993), radca prawny (1951–1969), prezes Naczelnej Rady Adwokackiej (1972–1981) poseł na Sejm PRL VIII kadencji, ambasador RP/PRL w Szwajcarii (1986–1991), sędzia Trybunału Konstytucyjnego (1993–2001).

## Życiorys

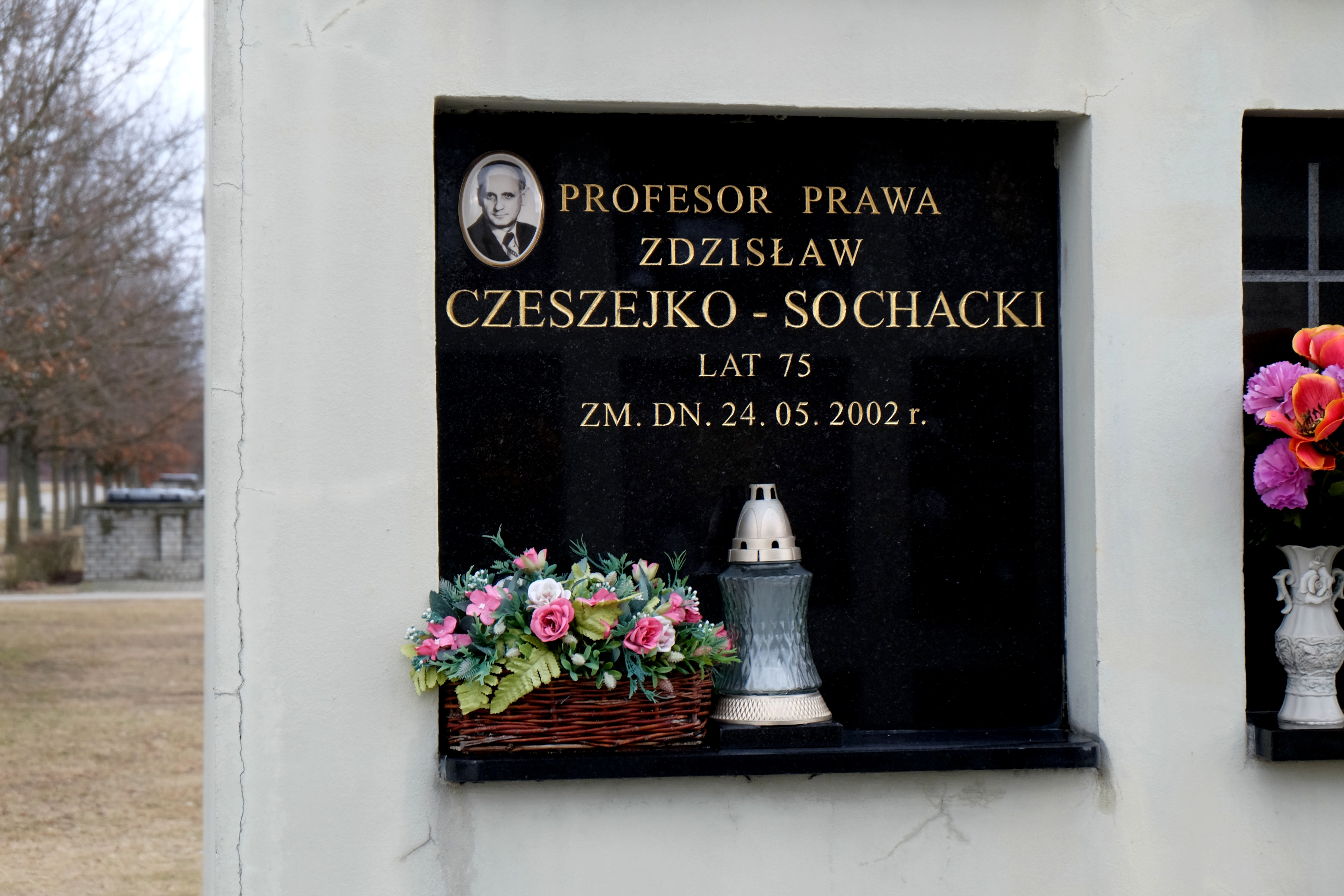
Grób prof. Zdzisława Czeszejko-Sochackiego na Cmentarzu Komunalnym Południowym

Syn Wiktora i Heleny z domu Pławskiej, urodził się 10 kwietnia 1927 w Rokitnie na Wołyniu. Tam rozpoczął edukację, zaś maturę zdał w 1947 w Opolu. Studiował następnie prawo na Wydziale Prawa Uniwersytetu Jagiellońskiego. Po ukończeniu studiów w 1951 odbywał aplikację sądową w Opolu. W 1953 zdał egzamin adwokacki i rozpoczął praktykę adwokacką. Od 1951 do 1969 także radca prawny.
Stopień naukowy doktora nauk prawnych uzyskał w 1974, a doktora habilitowanego w 1988. Profesor zwyczajny od 1998. Prowadził pracę naukową i dydaktyczną na Uniwersytecie Opolskim, Prywatnej Wyższej Szkole Businessu i Administracji w Warszawie, a także od 1996 do końca życia na Wydziale Prawa Uniwersytetu w Białymstoku (Zakład Prawa Konstytucyjnego).
Pełnił kolejno funkcje sekretarza, wicedziekana i dziekana Rady Adwokackiej w Opolu w latach 1953–1967. Od 1967 do 1970 sekretarz Rady Adwokackiej w Warszawie, a od 1970 do 1972 dziekan tej Rady. Prezes Naczelnej Rady Adwokackiej w latach 1972–1981.
W latach 1980–1985 pełnił mandat posła na Sejm PRL z ramienia Polskiej Zjednoczonej Partii Robotniczej, reprezentując okręg Puławy. Był też członkiem Rady Krajowej Patriotycznego Ruchu Odrodzenia Narodowego.
Członek Zrzeszenia Prawników Polskich, prezes Zarządu Głównego ZPP w latach 1981–1985. Wiceprezydent Międzynarodowego Zrzeszenia Prawników Demokratów (1981–1985) oraz członek założyciel Polskiego Towarzystwa Legislacji (od 1998 członek zarządu).
Od 1986 do 1991 pełnił funkcję ambasadora Polski w Szwajcarii. Wybrany w 1993 na stanowisko sędziego Trybunału Konstytucyjnego (z rekomendacji SLD). Funkcję pełnił do 1 grudnia 2001, kiedy to przeszedł w stan spoczynku. Na początku 2002 powołany do składu Rady Legislacyjnej przy Prezesie Rady Ministrów. Zmarł 24 maja 2002 w Warszawie.
Jego dorobek naukowy stanowi prawie 40 monografii i studiów z zakresu adwokatury, prawa sądowego, konstytucyjnego i parlamentarnego, a także teorii i praktyki prawodawstwa. Autor ponad 100 artykułów i publikacji naukowych z dziedziny prawa.
Wyróżniony wieloma odznaczeniami państwowymi (m.in. Krzyżem Kawalerskim Orderu Odrodzenia Polski (1974), Złotym Krzyżem Zasługi (1969) i Wielką Srebrną Honorową Odznaką „Za zasługi dla Austrii”). 2 grudnia 2001 prezydent Aleksander Kwaśniewski odznaczył go Krzyżem Komandorskim z Gwiazdą Orderu Odrodzenia Polski. W 2000 z żoną Amalią otrzymali Medal za Długoletnie Pożycie Małżeńskie.
W opublikowanym w „Rzeczpospolitej” artykule Piotr Pałka napisał, że od 1949 Zdzisław Czeszejko-Sochacki był tajnym współpracownikiem organów bezpieczeństwa Polski Ludowej o pseudonimie „Lech”.
Pochowany na cmentarzu komunalnym Południowym.

## Publikacja
- Zdzisław Czeszejko-Sochacki, Sądownictwo konstytucyjne w Polsce na tle porównawczym, Warszawa 2003, Biuro Trybunału Konstytucyjnego, ISBN 83-87515-28-0.